# Marquesado del Muni

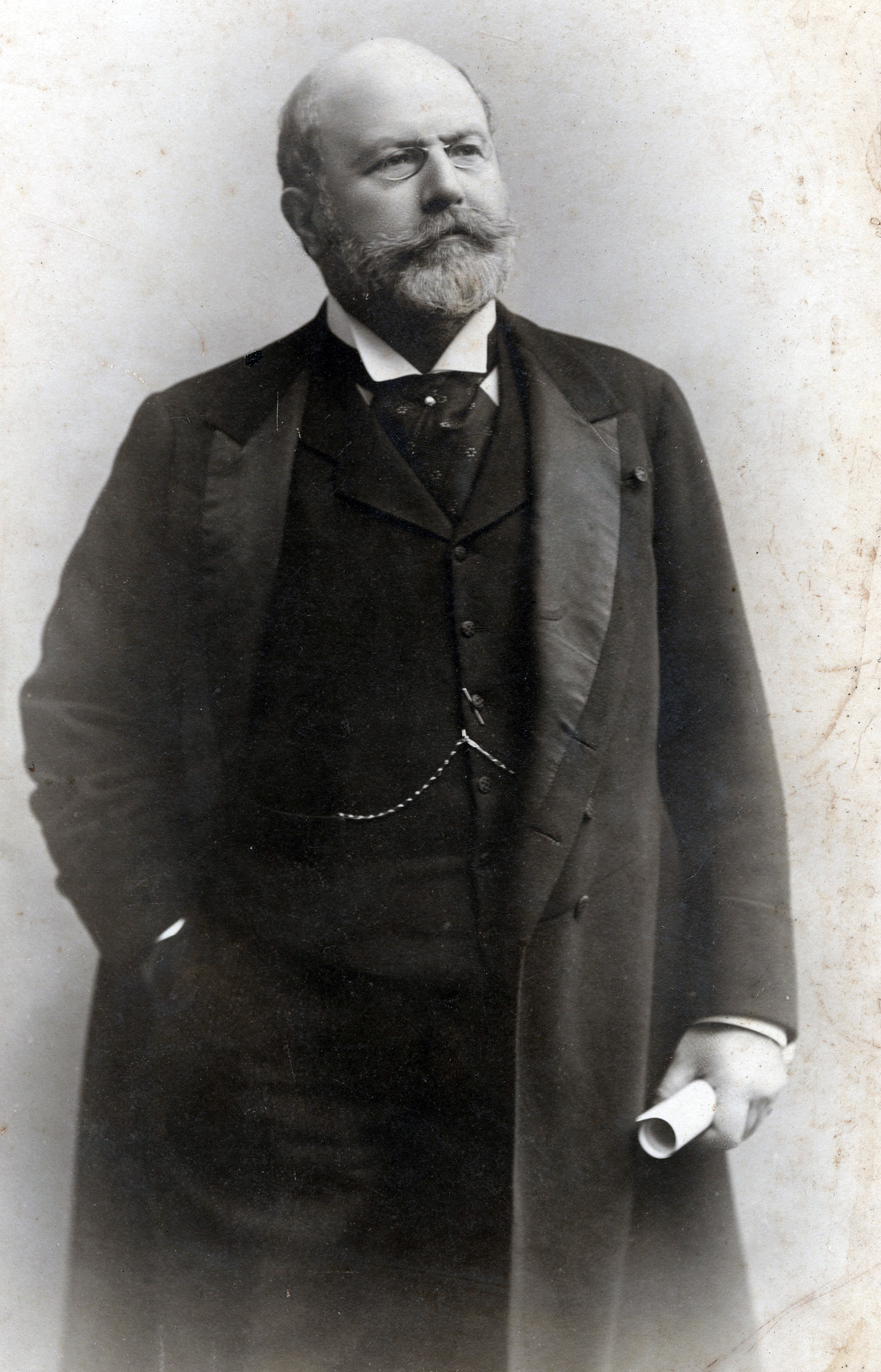
Fernando de León y Castillo, I marqués del Muni.

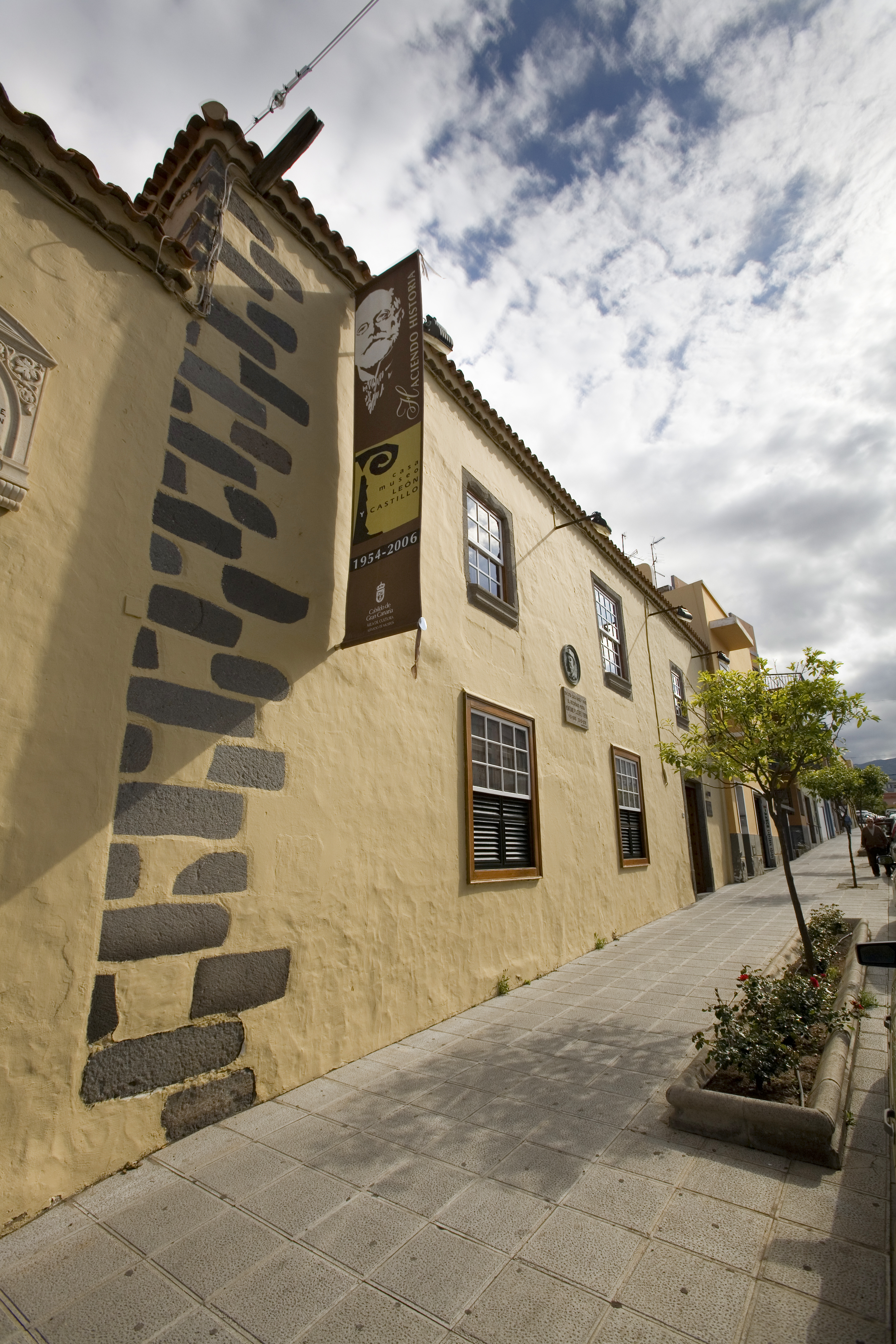
Casa natal de Fernando de León y Castillo, I marqués del Muni, actualmente Museo, en Telde, Isla de Gran Canaria.

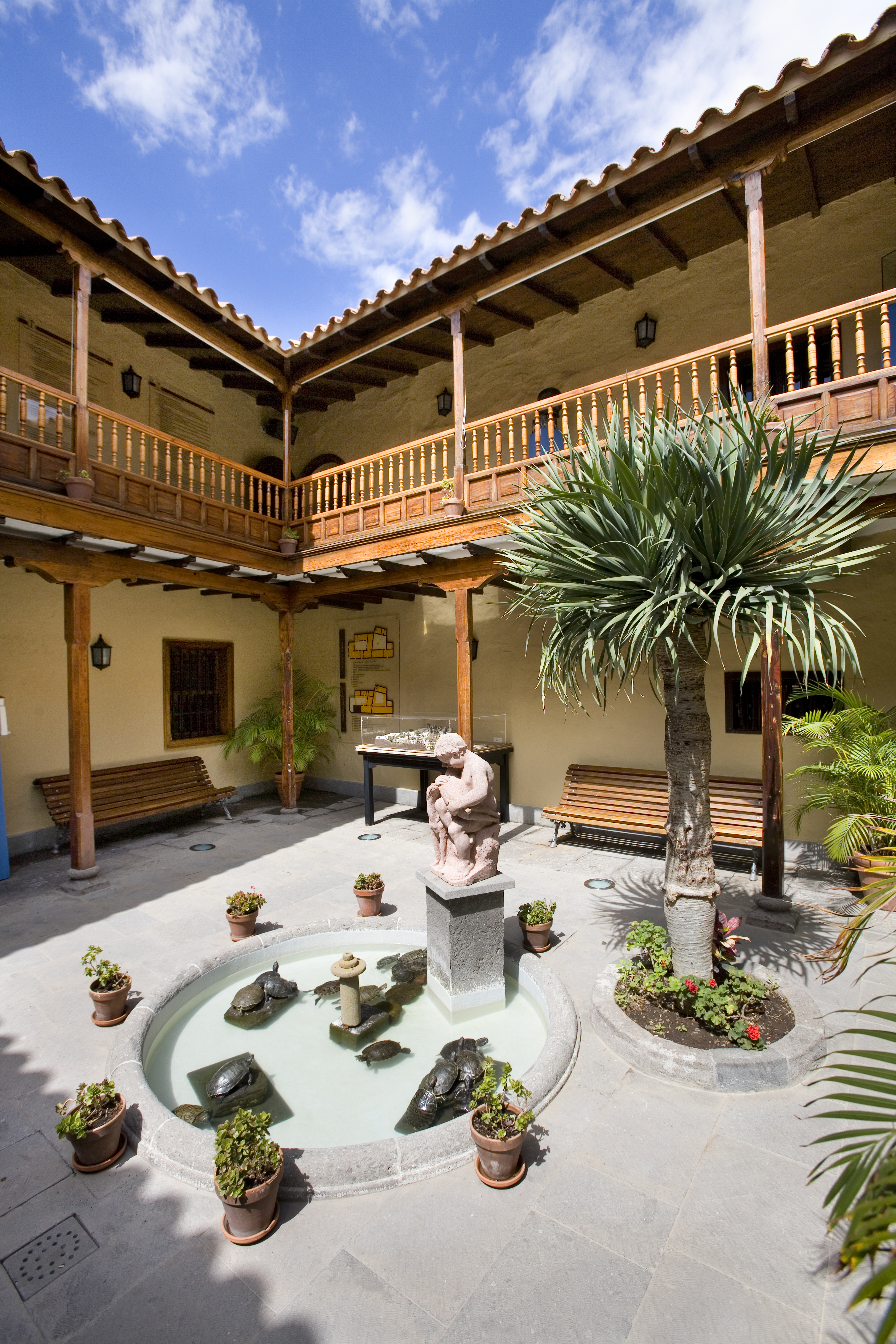
Patio de la Casa-Museo León y Castillo, en Telde.

El Marquesado del Muni es un título nobiliario español creado el 19 de octubre de 1900, durante la minoría de edad del Rey Alfonso XIII, por su madre, la reina Regente María Cristina de Habsburgo Lorena a favor de Fernando de León y Castillo, Embajador de España en Francia, Senador del Reino, Diputado a Cortes, Ministro de la Gobernación y de Ultramar etc.
Su denominación hace referencia a Río Muni, territorio continental de la actual República de Guinea Ecuatorial, que fue hasta 1968 parte integrante de España.

## Marqueses del Muni
|                           | Titular                                              | Periodo                   |
| Creación por Alfonso XIII | Creación por Alfonso XIII                            | Creación por Alfonso XIII |
| ------------------------- | ---------------------------------------------------- | ------------------------- |
| I                         | Fernando de León y Castillo                          | 1900-1918                 |
| II                        | Agustín de León y Castillo y Retortillo              | 1919-1950                 |
| III                       | Luis de León y Castillo y del Pino                   | 1950-1956                 |
| IV                        | María del Pino de León y Castillo y Manrique de Lara | 1956-1992                 |
| V                         | Alonso de Ascanio y León y Castillo                  | 1992-2008                 |
| VI                        | Luis Alfonso Ascanio y Panyasart                     | 2008-actual titular       |

## Historia de los Marqueses del Muni
- Fernando de León y Castillo (1842-1918), I marqués del Muni.

1. Casó con María de las Mercedes Retortillo y Díez. Le sucedió su hijo:

- Agustín de León y Castillo y Retortillo (1882-1950), II marqués del Muni.

1. Casó con Margarita Pastor y de la Madriz. Sin descendientes. Le sucedió su primo hermano:

- Luis de León y Castillo y del Pino († en 1956), III marqués del Muni.

1. Casó con María Magdalena Manrique de Lara y Massieu. Le sucedió su hija:

- María del Pino León y Castillo y Manrique de Lara  (n. en 1906), IV marquesa del Muni.

1. Casó con José de Ascanio y Poggio. Le sucedió su hijo:

- Alonso de Ascanio y León y Castillo(1930-2005) , V marqués del Muni.

Casó con Vasana Panyasart. Le sucedió su hijo:
1. Luis Ascanio Panyasart(2005 hasta la actualildad)  VI marqués del Muni.

- Casó con la doctora Vanessa Oliva Gil. Fruto de su matrimonio nació su hija Valeria Ascanio Oliva (n.en 2017)

## Nota
Esta familia oriunda de Gran Canaria siempre ha estado vinculada con las Islas, y muy especialmente con la localidad de Telde en Gran Canaria, donde actualmente existe un museo dedicado a la familia León y Castillo, la Casa-Museo León y Castillo que se ubica en la casa natal de Fernando de León y Castillo.
Es importante destacar que un antepasado de los "León y Castillo", concretamente Cristóbal del Castillo, trajo de Flandes, en el siglo XVI un valioso tríptico flamenco que cedió a la Basílica de San Juan Bautista de Telde, donde permaneció hasta que fue recuperado por sus descendientes "León y Castillo", siendo la IV marquesa del Muni, María del Pino de León y Castillo y Manrique de Lara, quién lo cediera definitivamente a la Basílica de San Juan Bautista donde se encuentra actualmente.